# Historia del uniforme del Mar de Fondo Fútbol Club

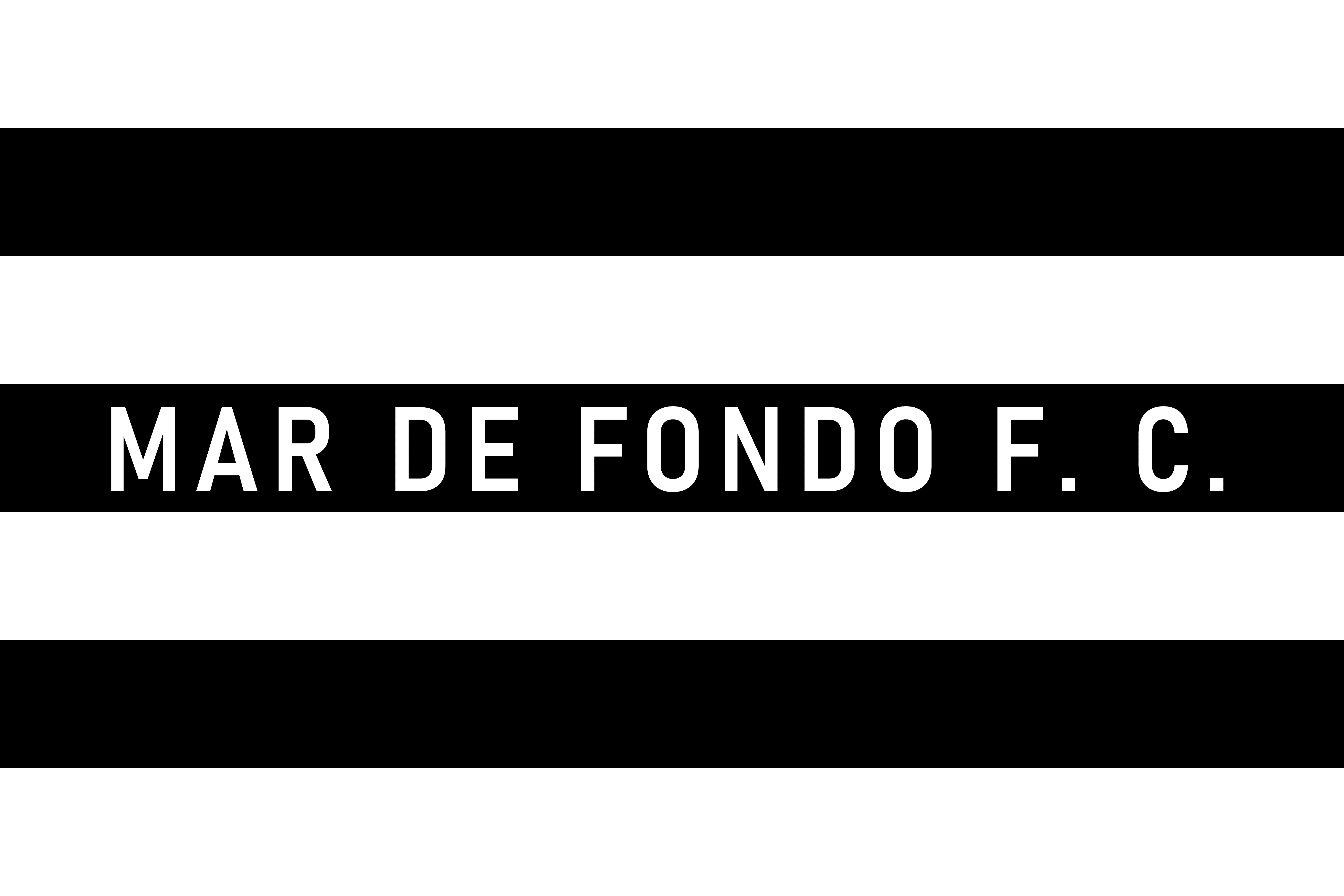
Bandera del club.

El equipo surgió como Mar de Fondo Fútbol Club el 25 de agosto de 1934, como un referente deportivo del barrio Palermo. Estaba ubicado en la calle Cebollatí 1635. Su principal figura a la hora de ser creado fue Héctor Cessio. Fue Cessio el que eligió el nombre, remontándose a un temporal que azotó en Montevideo el 10 de julio de 1923. En el barrio se cayeron muchas casas, tanto por los vientos como por la inundación. Julio Rascetti, al reconstruir una de los ranchos, y mirando al horizonte marítimo, lo bautizó como Mar de Fondo.
Sus colores son blanco y negro, plasmados tanto en su escudo como en su bandera. El uniforme de Mar de Fondo es a franjas blancas y negras, buscando representar la mixtura racial del barrio. El barrio Palermo era conocido por ser un barrio de negros y de blancos integrados, como se reflejaban en actividades cotidianas o en eventos culturales como su integración en las comparsas (lubolos).

## Uniforme titular

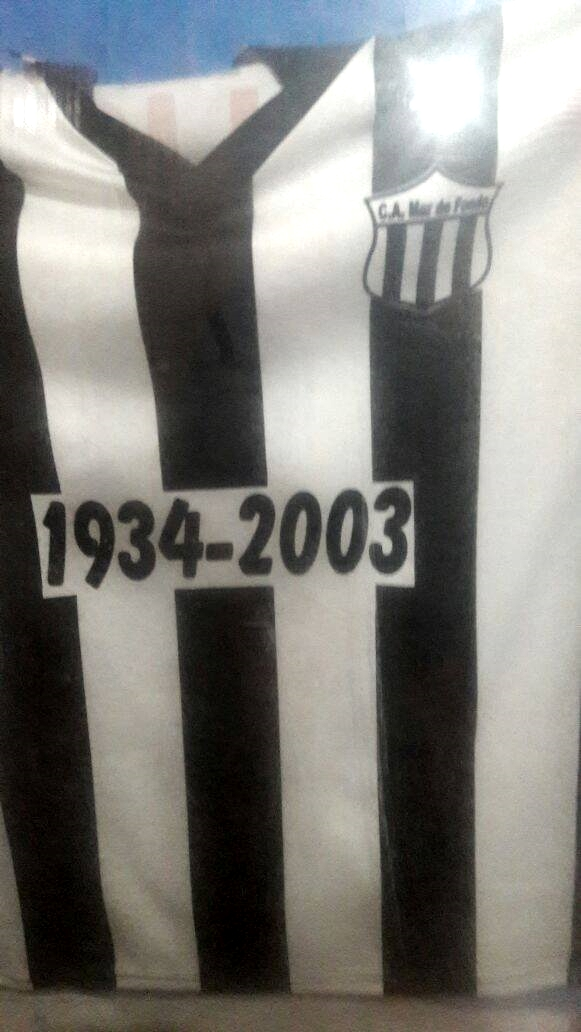
Camiseta titular usada en 2003.

En cuanto al uniforme, históricamente los uniformes titulares de Mar de Fondo siempre fueron blancos y negros a rayas, salvo extrañas excepciones, en los que se llegó a usar por ejemplo detalles en rojo o incluso medias rojas. Usualmente su camiseta titular es blanca con rayas verticales negras, pantalón negro y medias negras, aunque en ocasiones utiliza short o medias blancas dependiendo de los colores del rival. En algunas excepciones también ha llegado a usar medias rojas.
Curiosamente, en 2012 el club utilizó como equipo titular el uniforme titular de Miramar Misiones de la temporada 2011-12. El mismo caso se repitió con el uniforme suplente en 2015, utilizando el de Huracán del Paso de la Arena, hecho generado por un hurto de los equipos propios.
Actualmente el uniforme titular es una camiseta blanca con tres franjas verticales negras, confeccionado por la empresa Borac. El short es completamente negro y las medias son negras con tres líneas horizontales blancas contra el puño.

### Evolución
| 1934 | 1951 | 1961 | 1969 | 1976 | 2003 | 2011 | 2012 | 2012 | 2013-2014 |  |

| 2014-2015 | 2015 | 2017 | 2018 | 2019-2020 |  |

## Uniforme alternativo

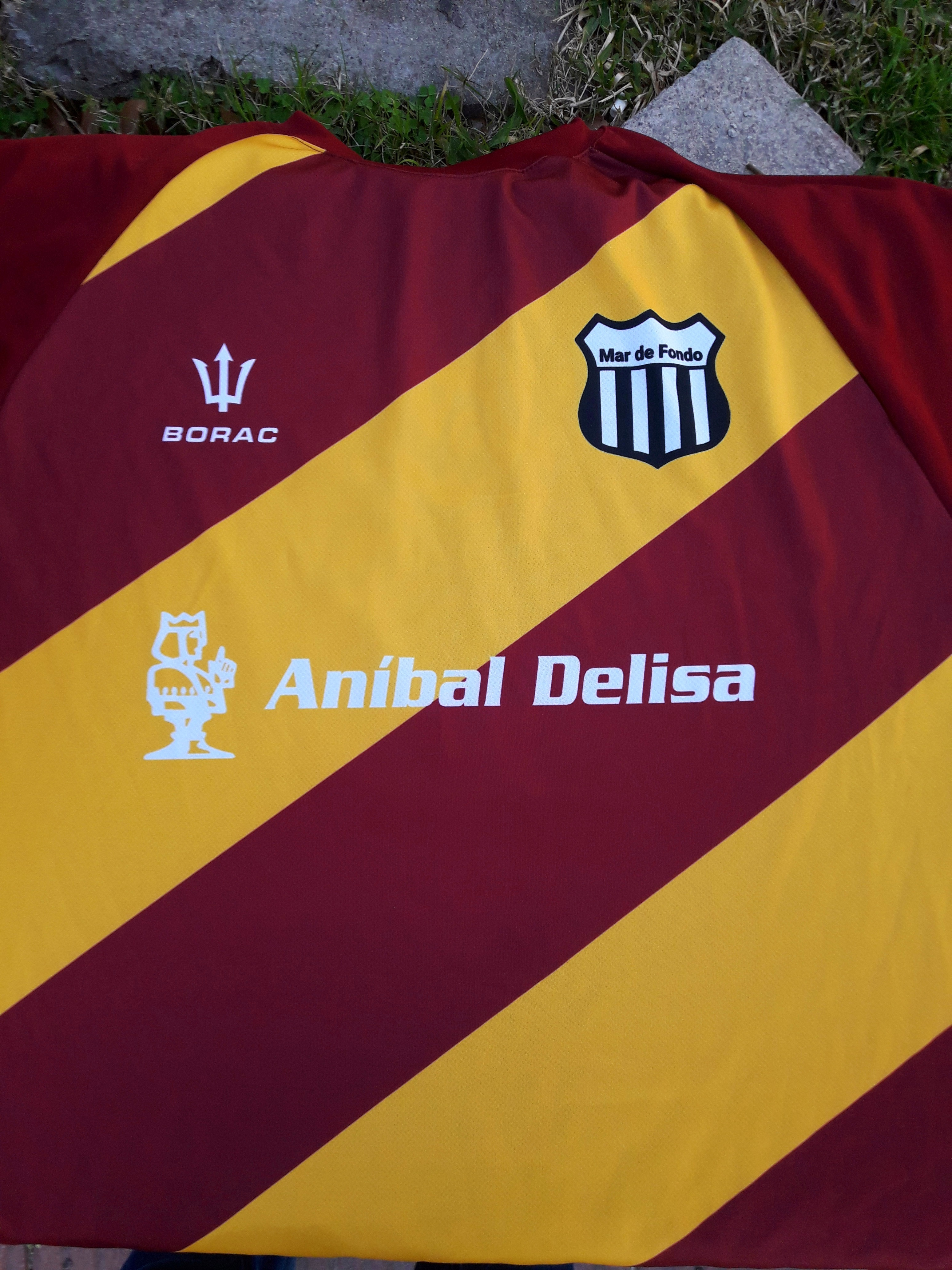
Curiosa camiseta alternativa usada en 2018.

En lo que respecta al uniforme alternativo, ha habido algunas diferencias a lo largo de la historia del club, aunque comúnmente la camiseta alternativa es de colores oscuros, para resaltar con la camiseta blanca titular, pero con el pantalón y medias blancas para combinar con el short y medias negras del uniforme titular.
El uniforme alternativo ha sido fruto de varias curiosidades. La primera, ocurrida en 2015, cuando el club utilizó como equipo alternativo el uniforme suplente de Huracán del Paso de la Arena, debido a que les hurtaron los propios y Mar de Fondo no contaba con fondos para volverlos a encargar en el corto plazo. Años después y en plena búsqueda de alianzas deportivas para volver a competir, un combinado de Mar de Fondo sorprendió en partidos amistosos luciendo un uniforme alternativo compuesto por una novedosa camiseta bordó con detalles amarillos, realizada por la empresa Borac, misma compañía que fabricó la remera titular. El pantalón era completamente blanco y las medias eran blancas con tres rayas horizontales negras contra el puño, por lo que el club no abandonó su identidad.

### Evolución
| 1934 | 2012 | 2015 | 2018 | 2019 | 2020 |  |

## Proveedores y patrocinadores
| Período       | Proveedor  |
| ------------- | ---------- |
| 2013-2015     | Starbade   |
| 2015          | Mgr Sport  |
| 2016-2018     | Borac      |
| 2019-presente | TDH Sports |

| Período   | Parte delantera                              | Parte trasera            | Mangas o short |
| --------- | -------------------------------------------- | ------------------------ | -------------- |
| 2013-2015 | Bandera de ?                                 | Bandera de ?             | Bandera de ?   |
| 2015      | Varela Imobiliaria Kser+ Pinturas Casmu 1727 | Promolar Farmacia Panamá | Sublimnk       |
| 2016-2017 | HSA Aislaciones Pur                          | Ninguno                  | Ninguno        |
| 2018      | Aníbal Delisa                                | Aislaciones Pur          | Ninguno        |